# León I (señor de Armenia)
León I (m. 14 de febrero de 1140) fue soberano de la Cilicia armenia (“señor de las montañas”) de 1129 a 1140.
León, al igual que sus predecesores, continuó la expansión de Armenia hacia la costa mediterránea, entrando en conflicto con los príncipes de Antioquía hacia 1135 cuando tomó Saravantikar. Al año siguiente, Raimundo de Antioquía le capturó y pidió rescate: sus hijos lucharon por la sucesión, pero León aceptó las condiciones de su liberación y volvió al ataque.
La invasión de Juan II Comneno en 1137 le obligó a retirarse en los montes Tauro, siendo capturado y llevado a Constantinopla, donde murió en 1140.

## Matrimonio e hijos
El nombre y el origen de su esposa no se conocen con certeza. Es posible que su esposa fuera Beatriz, hija del conde Hugo I de Rethel, o que ella haya sido una hija anónima de  Gabriel of Melitene.
- (?) hija innombrada, que fue la mujer de un “caballero franco de Antioquía”, y madre del regente Tomas[1]
- hija innombrada, la mujer de Vasil Dgha[1]
- (?)[1] Constantino[2] (? – Edessa, 1138/1144)[1]
- Teodoro II de Cilicia (? – 6 de febrero de 1169)[1]
- Esteban (antes de 1110 – 7 de febrero de 1165)[1]
- Melias I de Cilicia (antes de 1120 – Sis, 15 de mayo de 1175)[1]
- Rubén (después de 1120 – Constantinopla, 1141)[1]

(El segundo matrimonio de Leo propuesto por Rüdt-Collenberg es especulativo.)